# Roquefort (Gers)
Roquefort é uma comuna francesa na região administrativa de Occitânia, no departamento de Gers. Estende-se por uma área de 7,21 km². Em 2010 a comuna tinha 296 habitantes (densidade: 41,1 hab./km²).